# Jameson Scott
Jameson Scott Guevara (La Uruca, San José, 21 de noviembre de 1988) es un futbolista costarricense que juega de defensa.
Es hermano menor de Jason (1985-) y James Scott Guevara (1986-), también jugadores profesionales de fútbol.

## Trayectoria
Jameson Scott hizo todas sus divisiones menores en las filas del desaparecido Brujas F.C. e hizo su debut en la Primera División de Costa Rica en el año 2009, cuando el club se coronó campeón del torneo.
Ha sido jugador de varios equipos del país, como el Puntarenas Fútbol Club, el Club de Fútbol UCR, el Club Sport Cartaginés y la Liga Deportiva Alajuelense.

## Clubes
| Club                               | País       | Año         |
| ---------------------------------- | ---------- | ----------- |
| Brujas Fútbol Club                 | Costa Rica | 2009 - 2011 |
| Puntarenas Fútbol Club             | Costa Rica | 2011 - 2012 |
| Club de Fútbol UCR                 | Costa Rica | 2012 - 2013 |
| Club Sport Cartaginés              | Costa Rica | 2014 - 2015 |
| Liga Deportiva Alajuelense         | Costa Rica | 2016 - 2017 |
| Club Sport Cartaginés              | Costa Rica | 2017 - 2020 |
| Asociación Deportiva Barrio México | Costa Rica | 2020 - 2021 |
| Escorpiones de Belén               | Costa Rica | 2022 - Act  |

## Palmarés

### Títulos nacionales
| Título                         | Club            | País       | Año  |
| ------------------------------ | --------------- | ---------- | ---- |
| Primera División de Costa Rica | Brujas F.C.     | Costa Rica | 2009 |
| Torneo de Copa de Costa Rica   | C.S. Cartaginés | Costa Rica | 2014 |